# 仲間 (小説)
『仲間』（なかま）は、三島由紀夫の掌編小説。怪談系、ホラー系の幻想小説で、三島が珍しく無造作な文体で書き流している異色作である。大きな肩衣つきの古い外套を身にまとい、霧深いロンドンの街を〈気に入った家〉を探して彷徨う奇妙な父子が、ある日出会った〈あの人〉の住む家で〈仲間〉になる物語。様々な解釈を誘発する不思議な幻想的作風で、小品ながらもこの作品を高く評価し偏愛を示す作家や文芸評論家も少なくない。

## 発表経過
1966年（昭和41年）、文芸雑誌『群像』1月号に掲載され、1967年（昭和42年）3月6日に中央公論社より刊行の作品集『荒野より』に収録された。その他、中公文庫より1975年（昭和50年）1月10日に刊行の文庫版『荒野より』や、多くの怪奇系アンソロジーに収録されている。
翻訳は、Paul McCarthy訳により英語（英題：Companions）で行われている。

## あらすじ
霧深い夜のロンドンの街を、古い外套を着た父子が歩いている。「お父さん」は「僕」の手を引きながら、気に入った家を夜な夜な探している。「お父さん」の小型のような「僕」は子供なのに煙草を吸っているため、お巡りさんに咎められるが、煙草の形をした喘息の薬だと「お父さん」は嘘をつく。
ある晩、「お父さん」と「僕」は、少し酔っている「あの人」に道で出会った。こんなふうに煙草を吸う子供をずっと探していたと、蒼白い「あの人」は言い、父子を絶賛して自分の家に2人を招いた。
かび臭いその家を2人はたいへん気に入り、たくさんの本がある書棚や、骨董物の家具、キラキラと暗い中でも光る東洋風の壁掛け織物などを見回した。そこは、「お父さん」が探していた大好きなものだらけだった。
「あの人」は「お父さん」に酒、「僕」に巻煙草をふるまい、是非また来てくれと言ったので、「あの人」が旅行にいくまでの1か月間、2人は何度も深夜訪問した。「お父さん」は心底、「あの人」とその家を気に入り、「僕」の手を引きながら、「あの人」の名前を出し、その話題で霧の中を歩いた。
「あの人」が旅に出ている2か月間、待ち遠しさに耐えかねた「お父さん」は「僕」を連れて、「あの人」の帰ってくる晩、鍵のかかった「あの人」の家のドアに入っていった。2人は、はしゃぎ廻り、自由自在に部屋の中を移動し、「僕」は壁掛けや、箪笥の中の服を片っ端から煙草にして喫んでしまい、半透明の「お父さん」は、「あの人」の寝室のベッドに花瓶の水をこぼして濡らし、「もうあの人も眠ることはない」と言った。
やがて窓の外から靴音がし、鞄を下げて帰って来る「あの人」の姿が見えた。喜びにあふれた「お父さん」は「僕」の耳元で、「今夜から私たちは3人になるんだよ、坊や」と言った。

## 登場人物
お父さん
湿った古い大きな肩衣つきの外套をずっと着ていて、部屋の中でも脱がない。教会の鐘の音を嫌う。
僕
「お父さん」と同じような外套姿で、まるで「お父さん」の小型。たえず煙草ばかり吸っているので、煙草の匂いが外套にしみついている。笑いもせず一言も口をきかないが、「あの人」に気に入られ、「ヤニクサイ坊や」と「あの人」から呼ばれ、「沼の霧を作っている青白い蛙のような顔をしている」とも言われる。
あの人
蒼白い顔。快活かと思うと陰鬱で、地の底から響くような声。まだ若いが金持ちで、かび臭い家で一人暮らし。教会の鐘の音を嫌う。人ぎらいで、気ままな生活をしている。家には召使いもなく、陰気で、部屋の隅々で家具に足をぶつけてしまうような無秩序さ。

## 作品評価・研究
『仲間』は三島の代表作ではないため、本格的な研究はあまりないが、謎めいた幻想小説として一般的に高く評価されており、中には三島作品のベストワンと評価する作家もいるなど、珍重・偏愛される傾向のある作品となっている。開高健が選んだアンソロジー集の中では、「芸術と思想に忠実に生きた著者の、美しく妖しい幻想小説」と紹介されている。なお、三島自身は『仲間』のテーマを〈化物の異類〉と記している。
澁澤龍彦は、「父子連れは『死』の仲間なのか」と付しつつ、物語にどんな「寓意」を読むのかは読者の自由だとし、「三島由紀夫がこれほど無造作なスタイルで書き流したことはめずらしく、その意味でも、これは珍重するに足る作品であろう」と解説している。
村松剛は、三島の短編『荒野より』を論じた後、同じく『仲間』や『時計』の主人公についても、「孤独な荒野に棲んでいる」とし、ポオの短編を想起させる幻想的な『仲間』は、薄明の世界が「明晰な何気ない文体」で語られていると評している。
そして、何気ない語り口から読者が見過ごしてしまいがちな、〈お父さん〉が部屋を〈上下に自由に〉歩き、〈高い箪笥の上に〉腰かけられるという「奇態さ」に村松は触れ、父親が教会の鐘の音を嫌うことが3度も書かれている点などから、父子が「大小の悪魔か、悪魔ではないまでも冥界の存在」だと考えられるとし、また、〈僕〉の外套が2か月たっても濡れたままであることから、「つまりここでは時間の流れが停止している」として、「仲間」になった〈あの人〉と絡めながら以下のように考察している。
長谷川泉は、『仲間』を「幻想と幻覚に満ちた作品」として、「子供の観念が現実を疎外して、あの人の家を自己の家として構想する」という見解を持ち、「〈僕〉にとっては、煙草が現実と幻想との媒介である。そして酒をもてなされる父が、〈あの人〉と〈僕〉との媒介になっている。メルヘン的なタッチの作品である」と評している。
高橋睦郎は、『仲間』を「童話スタイル」とし、主人公の親子を「化物の親子」と呼んで、「およそおどろおどろしいところが微塵もなく、しかも一読、背筋に寒さを覚えさせる点、小品ながらみごとな出来というほかない」と評している。
東雅夫は、末尾で父親が言う、〈今夜から私たちは三人になるんだよ、坊や〉という言葉の示唆する意味は、「さまざまな解釈を誘発することで名高い」と解説し、その最後の言葉の真相には、「異界よりおとなうモノの翳は色濃い」と評している。また、作中では「吸血鬼」という言葉は使用されてはいないが、「化物父子の不可解な挙動を解く鍵語」として「吸血鬼」を当てはめてみるのも興味深い試みだとして、東は以下のように考察している。
竹田日出夫は、ロンドンの「憂愁のイメージ」を背景にして、「人間嫌い、鋭い悲哀、無秩序、虚無、変容への偏愛や憧憬」が描かれているとし、「湿った外套を纏った人物」イメージは、「孤独な自我の姿」を象徴し、「虚無と倦怠と孤独」を増す煙草の匂いの中で、「分裂した自我が、優しく影のように寄り添う幻想の世界」が展開されていると考察している。
森内俊雄は、『仲間』を三島作品のベストワンだとし、以下のように高評価している。
加藤典洋は、雑誌の初出掲載で読んだ時に、「つくづく三島というのは天才かもしれない」と思った作品が『仲間』だとして、その時に雑誌からこの作品の頁を引きちぎってポケットに入れ、雪降る東北の町の中、何日も持ち歩いて読み返したと述懐しながら、『仲間』を三島作品のベストワンに選んでいる。加藤はこの作品から、三島が人工的な文体とは違う、自然な「資質的な文体」の持主であることも垣間見えるとし、「わたしは端的に、こういう文体と雰囲気の小説が好きだが、三島はそういうものをほとんど書くことがなかった。たぶん、簡単すぎたのだろうか」と考察している。

## おもな収録刊行本

### 単行本
- 『荒野より』（中央公論社、1967年3月6日）
  - クロス装。貼函。茶色帯。四六判。全334頁。旧字・旧仮名遣い。巻末に初出データあり。
  - 収録作品：
    - ［第一部 小説］「荒野より」「時計」「仲間」
    - ［第二部 エッセイ］「谷崎潤一郎について」「ナルシシズム論」「現代文学の三方向」「石原慎太郎の『星と舵』について」「団蔵・芸道・再軍備」「夢と人生」「天狗道」「危険な芸術家」「私の遺書」「いやな、いやな、いい感じ」「日本人の誇り」「法学士と小説」「法律と餅焼き」「映画的肉体論――その部分及び全体」「私のきらひな人」「テネシー・ウィリアムズのこと」「空飛ぶ円盤と人間通――北村小松氏追悼」
    - ［第三部 スポーツ］オリンピック（「東洋と西洋を結ぶ火――開会式」「競技初日の風景――ボクシングを見て」「ジワジワしたスリル――重量あげ」「人体まことに不思議――レスリングの練習風景」「白い叙情詩――女子百メートル背泳」「空間の壁抜け男――陸上競技」「17分間の長い旅――男子千五百メートル自由形決勝」「合宿の青春――体操の練習風景」「完全性への夢――体操」「彼女も泣いた、私も泣いた――女子バレー」「『別れもたのし』の祭典――閉会式」）、「実感的スポーツ論」、ボクシング（「狐の宿命――関・ラモス戦観戦記」「若さと体力の勝利――原田・ジョフレ戦」「原田ラドキン戦」「原田ジョフレ戦」）
    - ［第四部 紀行］「ロンドン通信」「英国紀行」「手で触れるニューヨーク」［第五部 戯曲］「アラビアン・ナイト」
- 文庫版『獅子・孔雀』（新潮文庫、1971年2月27日）
  - 紙装。全334頁
  - 解説：高橋睦郎
  - 収録作品：「軽王子と衣通姫」「殉教」「獅子」「毒薬の社会的効用について」「急停車」「スタア」「三熊野詣」「孔雀」「仲間」
- 文庫版『荒野より』（中公文庫、1975年1月10日）
  - 装幀（表紙・扉）：白井晟一。カバーデザイン：熊谷博人。紙装。全320頁
  - 解説：村松剛
  - 収録作品：単行本と同一内容。
- 文庫版『殉教』（新潮文庫、1982年4月25日。改版2004年7月）
  - カバー装幀：池田良二。紙装。全334頁
  - 解説：高橋睦郎
  - 収録作品：1971年2月刊行の『獅子・孔雀』の新装版となるため、同一内容。
- 『三島由紀夫集 雛の宿〈文豪怪談傑作選〉』（ちくま文庫、2007年9月10日） 
  - カバーデザイン：山田英春。カバー装画：金井田英津子。黄色帯。全382頁
  - 編集・解説：東雅夫「幽界（ゾルレン）と顕界（ザイン）と」
  - 収録作品：「朝顔」「雛の宿」「花火」「切符」「鴉」「英霊の聲」「邪教」「博覧会」「仲間」「孔雀」「月澹荘綺譚」「雨月物語について」「柳田國男「遠野物語」――名著再発見」「泉鏡花（『日本の文学4』解説より抄録）」「内田百閒（『日本の文学34』解説より抄録）」「川端氏の『抒情歌』について」「ポップコーンの心霊術――横尾忠則論」「小説とは何か」
- 英語版『Voices of the Fallen Heroes, and other stories』（Vintage Books、2025年1月）
  - 編者：Stephan Dodd。「仲間」の訳者：Paul McCarthy
  - Introduction（まえがき）：ジョン・ネイスン
  - 収録作品：苺（Strawberry）、帽子の花（The Flower Hat）、月（Moon）、自動車（Cars）、可哀さうなパパ（Poor Papa）、切符（Tickets）、孔雀（The Peacocks）、朝の純愛（True Love at Dawm）、月澹荘綺譚（The Strange Tale of Shimmering Moon Villa）、荒野より（From the Wilderness）、英霊の聲（Voices of the Fallen Heroes）、仲間（Companions）、時計（Clock）、蘭陵王（The Dragon Flute）

### アンソロジー
- 『暗黒のメルヘン』（立風書房、1971年5月。新装版1990年7月）
  - 装幀：村上芳正。四六判。全302頁
  - 編集：澁澤龍彦。編集後記：澁澤龍彦
  - 収録作品：泉鏡花「龍潭譚」、坂口安吾「桜の森の満開の下」、石川淳「山桜」、江戸川乱歩「押絵と旅する男」、夢野久作「瓶詰の地獄」、小栗虫太郎「白蟻」、大坪砂男「零人」、日影丈吉「猫の泉」、埴谷雄高「深淵」、島尾敏雄「摩天楼」、安部公房「詩人の生涯」、三島由紀夫「仲間」、椿實「人魚紀聞」、澁澤龍彦「マドンナの真珠」、倉橋由美子「恋人同士」、山本修雄「ウコンレオラ」
- 『たばこの本棚――5つの短篇と20の随想』（青銅社、1979年5月。新装版1984年3月）
  - 編集：開高健。あとがき：開高健「ちょっと一服――あとがきにかえて」。付録：「執筆者紹介」
  - 収録作品：稲垣足穂「月とシガレット」「どうして彼は喫煙家になったか？」、古井由吉「さて、煙草はどこだ」、水上勉「父のたばこ」、中村武志「見識ある喫煙者」、横光利一「火の点いた煙草――一名　煙草蒐集家の奇禍」、戸川幸夫「熊よけ」、星新一「たばこでの連想」、井上ひさし「煙が目にしみる」、早乙女貢「地中海便り」、芥川龍之介「煙草と悪魔」、杉山吉良「周五郎の火消し壷」、藤本義一「旅と煙」、宮柊二「タバコの中の故人」、秋山庄太郎「たばここそ我が伴侶」、埴谷雄高「煙草のこと」、森敦「タバコはわが人生」、東郷青児「アラジンの煙草」、畑正憲「ムツゴロウ愛煙記」、横山隆一「おたばこさま」、火野葦平「煙草と兵隊」、十返千鶴子「夫とタバコ」、内田百閒「実益アリ」、近藤日出造「ぼんやりゆらり」、三島由紀夫「仲間」
- 『血と薔薇のエクスタシー――吸血鬼小説傑作集』（幻想文学出版局、1990年5月5日）
  - 装幀：建石修志。四六判。全351頁
  - 編集：幻想文学編集部。解説：東雅夫
  - 収録作品：三島由紀夫「仲間」、倉橋由美子「ヴァンピールの会」、中井英夫「影の狩人」、須永朝彦「森の彼方の地」、岡部道男「蝙蝠――『ドラキュラ三話』より」、赤川次郎「吸血鬼の静かな眠り」、新井素子「週に一度のお食事を」、菊地秀行「メイク・アップ・ストーリー」、中河與一「吸血鬼」、日影丈吉「女優」、星新一「抑制心」、戸川昌子「黄色い吸血鬼」、岸田理生「ちのみごぞうし」、岡本綺堂「一歩足の女」、都筑道夫「夜あけの吸血鬼」、種村季弘「吸血鬼入門」
- 文庫版『暗黒のメルヘン』（河出文庫、1998年7月3日）
  - カバー装幀：菊地信義。カバーフォーマット：粟津潔。カバー画：アンリ・ルソー「眠れるジプシー女」。紙装。全474頁
  - 編集：澁澤龍彦。編集後記：澁澤龍彦
  - 収録作品：単行本と同一内容。
- 『屍鬼の血族』（桜桃書房、1999年4月15日）
  - カバー装幀：藤田新策。全500頁
  - 編集：東雅夫
  - 収録作品：
    - ［真紅のエキゾティシズム］江戸川乱歩「吸血鬼」、中河与一「吸血鬼」、城昌幸「吸血鬼」、柴田錬三郎「吸血鬼」、日影丈吉「吸血鬼」
    - ［ヴァンパイア・ジャパネスク］岡部道男「ドラキュラ三話」、半村良「血霊」、梶尾真治「干し若」、新井素子「週に一度のお食事を」、赤川次郎「吸血鬼の静かな眠り」
    - ［吸血貴族の幻影］三島由紀夫「仲間」、倉橋由美子「ヴァンピールの会」、中井英夫「影の狩人」、須永朝彦「契」、菊地秀行「Ｄ－ハルマゲドン」
    - ［夜の姉妹たち］岡本綺堂「一歩足の女」、都筑道夫「夜あけの吸血鬼」、夢枕獏「かわいい生贄」、大原まり子「愛撫（なだめ）」、種村季弘「吸血鬼入門」
- 文庫版『たばこの本棚――5つの短篇と19の随想』（ぶんか社文庫、2008年10月20日）
  - 装幀：三村淳、三村漢。紙装。全252頁
  - 編集：開高健。あとがき：開高健「ちょっと一服――あとがきにかえて」。付録：「執筆者紹介」
  - 収録作品：1979年5月に青銅社より刊行の単行本と、一篇を除いて同一内容（星新一の随想「たばこでの連想」が削除）。

### 全集
- 『三島由紀夫全集17巻（小説XVII）』（新潮社、1973年12月25日）
  - 装幀：杉山寧。四六判。背革紙継ぎ装。貼函。全637頁。旧字・旧仮名遣い。
  - 監修委員：石川淳、川端康成、中村光夫、武田泰淳。編集：佐伯彰一、ドナルド・キーン、村松剛、田中美代子。解題・校訂：島崎博、田中美代子。
  - 月報：松本道子「或る日の思い出」。《評伝・三島由紀夫8》佐伯彰一「二つの遺作（その7）」。《同時代評から8》虫明亜呂無「『英霊の声』『絹と明察』などをめぐって」。「主要参考文献目録8」（作成：島崎博）。写真3葉
  - 収録作品：「剣」「絹と明察」「月澹荘綺譚」「三熊野詣」「孔雀」「朝の純愛」「仲間」「英霊の聲」「荒野より」「時計」「蘭陵王」
  - ※ 同一内容で豪華限定版（装幀：杉山寧。総革装。天金。緑革貼函。段ボール夫婦外函。A5変型版。本文2色刷）が1,000部あり。
- 『三島由紀夫短篇全集』〈下巻〉（新潮社、1987年11月20日）
  - 四六判。布装。セット機械函。2段組。1,040頁
  - 収録作品：「家庭裁判」から「蘭陵王」までの73篇。
- 『決定版 三島由紀夫全集20巻・短編6』（新潮社、2002年7月10日）
  - 装幀：新潮社装幀室。装画：柄澤齊。四六判。貼函。布クロス装。丸背。箔押し2色。
  - 編集：田中美代子、佐藤秀明、井上隆史、山中剛史。解題・校訂：田中美代子
  - 月報：金子國義「優しく澄んだ眼差し」。出久根達郎「商人根性」。［小説の創り方20］田中美代子「精霊の来訪」
  - 収録作品：
    - ［小説］「憂国」「苺」「帽子の花」「魔法瓶」「月」「葡萄パン」「真珠」「自動車」「可哀さうなパパ」「雨のなかの噴水」「切符」「剣」「月澹荘綺譚」「三熊野詣」「孔雀」「朝の純愛」「仲間」「英霊の声」「荒野より」「時計」「蘭陵王」
    - ［参考作品］「或る男に寄せて」「長崎の詩」「春の花に寄せて、春の花に題す」「山を出づるの記」「ダイナモ」「聖らかなる内在」「馬車」「雨季」「窓」「ミラノ或ひはルツェルンの物語」「環」「白拍子」「坊城伯の夜宴」「領主」「無題（「僕が葉子さんを……」）」「神の湾」「菊若葉」「子供の決闘」「舞踏病」「午後三時」「悪臣の歌」
    - ［異稿］「『サーカス』異稿」「『春子』異稿」「『魔群の通過』異稿」「『怪物』異稿1」「『怪物』異稿2」
    - ［創作ノート］「『剣』創作ノート」「『時計』創作ノート」「『蘭陵王』創作ノート」「『白拍子』創作ノート」「『舞踏病』創作ノート」